# 保罗-雅辛图
保罗-雅辛图（葡萄牙語：Paulo Jacinto）是巴西阿拉戈斯州的一个市镇。总面积107.94平方公里，总人口7528人，人口密度69.7人/平方公里。